# Boulonnais (cheval)
Pour les articles homonymes, voir Boulonnais (homonymie).
Vous lisez un « article de qualité » labellisé en 2011.  Il fait partie d'un « thème de qualité ».
Le cheval Boulonnais, surnommé le « pur-sang des chevaux de trait » ou le « colosse de marbre blanc », est une race de chevaux de trait originaire de la région de Boulogne-sur-Mer, située sur la côte de la Manche. C'est un cheval de grande taille, à la robe le plus souvent grise. Historiquement élevé dans tout le Pas-de-Calais, la Picardie et le pays de Caux, en France, ce cheval est réputé, selon sa légende, descendre d'étalons orientaux de passage durant l'Antiquité. Il est davantage influencé par la sélection de ses éleveurs, ainsi que les conditions climatiques et géographiques de sa région originelle.
Apprécié par Henri IV et Napoléon Ier, ce cheval de trait rapide connaît une vague de popularité lorsqu'il convoie des chargements de poisson frais entre Boulogne-sur-Mer et Paris, jusqu'à l'arrivée du chemin de fer vers 1850. Avec la modernisation des transports, il est reconverti dans les travaux de force et d'agriculture, travaillant dans les champs de betteraves ou plus rarement comme cheval de fond dans les mines. Ses éleveurs sélectionnent alors des chevaux plus puissants et étoffés. En 1902, la population de chevaux Boulonnais est estimée à plus de 600 000 individus. La modernisation des transports après la Première Guerre mondiale, puis l'arrivée du tracteur après la seconde mettent la race en péril. Les bombardements des ports et l'occupation allemande lui font subir de lourdes pertes. Les effectifs diminuent régulièrement jusqu'en 1989. Des actions de sauvegarde sont menées, dont la création de la route du Poisson.
Il est désormais surtout élevé pour sa viande, réputée être l'une des meilleures du marché. Autrefois utilisé par l'armée française, il est aussi valorisé en attelage de compétition et de loisir grâce à son trot énergique, et employé localement par la police montée de sa région. Il reste d'usage au labour et pour l'entretien des vignes, grâce à sa puissance de traction couplée à une énergie rare chez un cheval de trait.
Avec 583 individus recensés en 2014, le Boulonnais est le cheval de trait français le plus menacé, en raison de son taux de consanguinité et de la baisse régulière des nouvelles naissances.

## Histoire
L'histoire de la race boulonnaise est particulièrement longue et teintée de légendes. Il existe historiquement deux types chez ce cheval, l'un employé pour l'agriculture et la traction lourde, l'autre à la traction rapide au trot. D'après l'historien du monde rural Marcel Mavré, le Boulonnais fait, avec le Percheron, l'Ardennais et le Trait belge, partie des quatre plus anciennes races de chevaux de trait d'Europe de l'Ouest. Toutes revendiquent un héritage oriental, et exercent une grande influence sur la formation des autres races de chevaux de trait du XIXe au XXe siècle.

### Origines

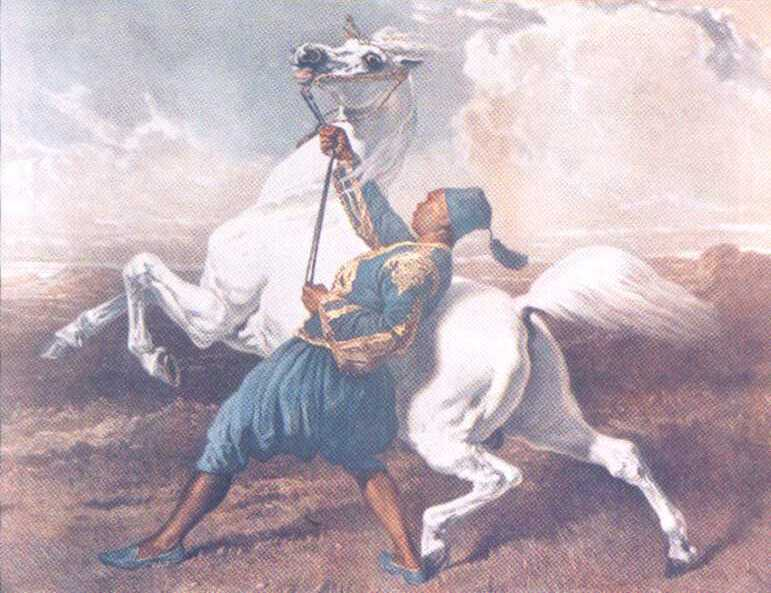
Cheval arabe, race qui aurait transmis sa vivacité au Boulonnais.

#### Selon la tradition populaire
Selon la tradition populaire, citée par Hippolyte Constant Charles en 1883, par Jules Viseur en 1896, et reprise par le Syndicat Hippique Boulonnais (SHB), la naissance de la race serait due au passage de la cavalerie de César en 54 avant Jésus-Christ, près de Boulogne, région alors connue sous le nom de Morinie. 2 000 ou 4 000 chevaux numides originaires d'Afrique du Nord, appartenant à l'armée romaine, auraient stationné dans la région, tandis que se préparait l'expédition de Jules César en Bretagne,. Si pour Jules Viseur, la Morinie ne comptait alors pas de chevaux, d'après Hippolyte Constant Charles, des juments lourdes indigènes auraient été saillies par des étalons numides. La nature du sol boulonnais et la qualité des herbages auraient entraîné l’acquisition de caractères propres chez les descendants de ces croisements. Une autre origine invoquée est celle de montures abandonnées sur place par les Huns d'Attila, vaincus au Ve siècle,,.

#### Selon les hippologues
La plupart des hippologues modernes sont sceptiques vis-à-vis de ces hypothèses. Pour Pierre Mégnin (1895), « la vérité est que le Percheron, comme le Breton, comme le Boulonnais, ont toujours été des chevaux communs, des descendants directs des chevaux celtiques, si abondants sur notre sol avant l'époque gallo-romaine ». Pour Marcel Mavré (2004), la méthode d'élevage (tel l'élevage sélectif), les ressources de la région et du sol ainsi que l'alimentation donnée aux chevaux sont plus influentes sur leur morphologie qu'un croisement oriental vieux de plusieurs siècles. Pour la docteure en ethnologie Marie Cegarra, « la race boulonnaise est le résultat de conditions géographiques et climatiques spécifiques, dominée à l'origine par l’observation des lois de la nature et perpétuée à travers la transmission de connaissances acquises de père en fils ».
Il n'est pas exclu que des croisements avec des chevaux orientaux aient pu se produire durant l'histoire de la race boulonnaise, et « qu'il en reste quelques traces ». Cependant, l'analyse de leur ADN n'a pas été effectuée.

### Du Moyen Âge auXVIIesiècle
Le Boulonnais aurait été embarqué pour l'Angleterre avec la flotte de Guillaume le Conquérant en 1066, influençant ainsi la race du trotteur Norfolk. Des croisements interviennent aux XIe et XIIe siècles, le Boulonnais est alors influencé par les chevaux du Brabant et des Flandres, géographiquement proches. Durant les croisades, Eustache, comte de Boulogne, serait revenu avec des étalons orientaux comme prise de guerre, lesquels auraient transmis leur cachet et leur vigueur au cheptel boulonnais. Plus tard, Robert, comte d'Artois, désire sélectionner un cheval de guerre rapide, agile et puissant pour les chevaliers en bataille. Il croise les étalons qu'il possède avec des juments du Mecklembourg, proches du Hanovrien moderne.
Alfred Rambaud affirme dans un manuel scolaire édité en 1896 que les chevaliers français décimés pendant la bataille d'Azincourt le furent parce qu'ils montaient d’énormes Boulonnais et Percherons peu maniables,. Au XIVe siècle, le Boulonnais est influencé par les chevaux andalous et des races nordiques. Henri IV aurait apprécié les qualités de la race, alors un cheval de selle étoffé capable de porter des cavaliers en armure. Les Boulonnais sont renommés pour les tournois mettant en valeur leur force, leur agilité et leur souplesse. C'est ce qui aurait poussé le monarque à fonder, en 1587, dans la vaste cour du château de la Montoire (actuel arrondissement de Saint-Omer), les plus anciennes courses de France le premier dimanche de mai, tous les ans, jusqu'en 1789.

### DuXVIIesiècleaux années 1850

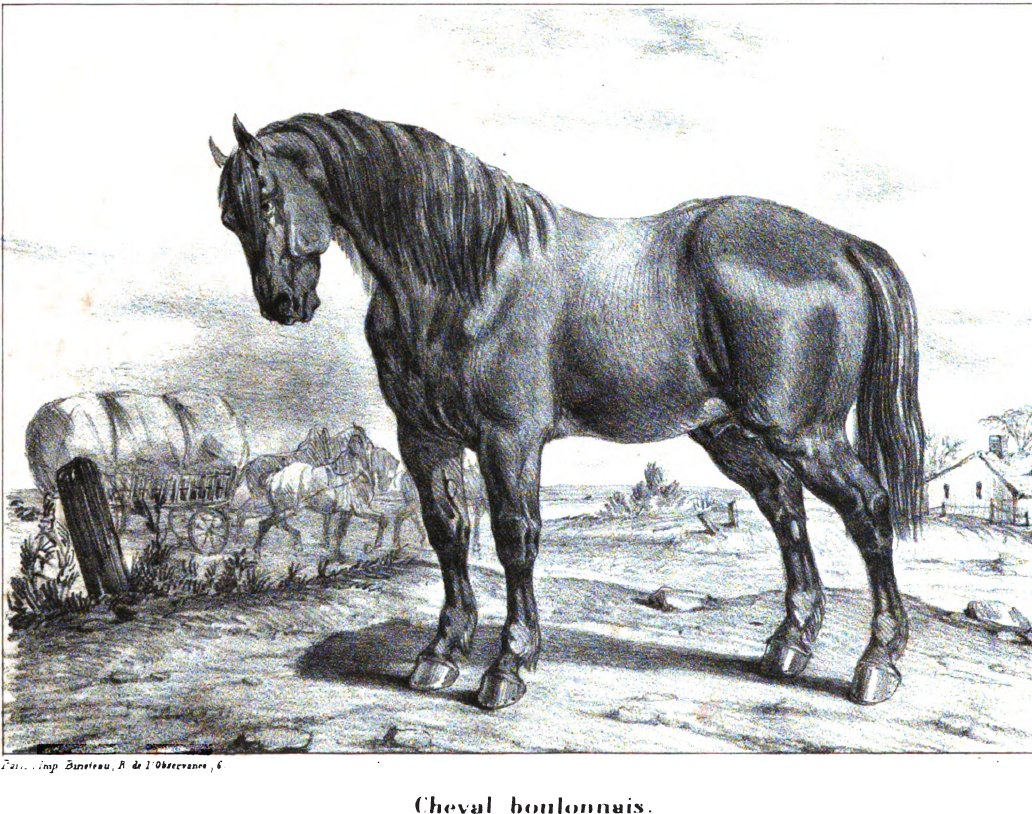
Gravure d'un cheval boulonnais en 1848.

Le nom de « cheval boulonnais », issu de sa principale région de production, l'arrondissement de Boulogne-sur-Mer, remonte au XVIIe siècle. À cette époque, l'occupation espagnole des Flandres fait qu'une cavalerie composée de chevaux arabes, barbes et espagnoles permet des échanges de gènes entre les chevaux, dont l'influence sur la robe grise et l'expression du Boulonnais moderne reste visible. La race est mentionnée dans les chroniques du XVIIe siècle, à l'époque de la création de la foire aux poulains de Desvres. Des acheteurs viennent de Picardie et de Haute-Normandie vers le Boulonnais, attirés par la bonne réputation de ce cheval.
Avant la Révolution française, la race boulonnaise est très recherchée, pour sa « puissante étoffe », pour la cavalerie de réserve. Jusqu'au début du XIXe siècle, le modèle des chevaux est encore très éloigné du cheval de trait, puisque leur poids oscille autour de 500 kg. Ils sont principalement utilisés au convoyage du poisson frais, au service des postes et des messageries et à la traction de diligences et de véhicules de commerce.
Napoléon Ier aurait, malgré lui, construit la popularité des Boulonnais. En se rendant au camp de Boulogne, il aurait voyagé dans un véhicule tracté par six juments boulonnaises depuis le relais de Saint-Omer, à une vitesse telle que la tradition populaire rapporte qu'il a cru à une trahison. Le maître de poste et ses deux fils, qui menaient l'attelage, se nommaient « Cochon ». Napoléon dit en plaisantant qu'il s'est cru « enlevé par six chevaux et trois cochons ». Cet événement, qui fait du bruit, établit la réputation de la race. À l'époque, des routes s'établissent, les diligences et le roulage se développent, la race boulonnaise devient particulièrement recherchée pour ces nouvelles activités grâce à sa beauté et sa vitesse. La réputation de ces chevaux s'étend bientôt sur toute la France, et, peu après, en Europe.
En 1837, le cheval boulonnais est répandu « dans tout le nord de la France, depuis la rive droite de la Seine jusqu'à la Belgique ». La révolution industrielle, à partir des années 1850, pousse à sélectionner des chevaux de plus en plus étoffés, mais néanmoins vifs,.

### Des années 1850 à la Première Guerre mondiale

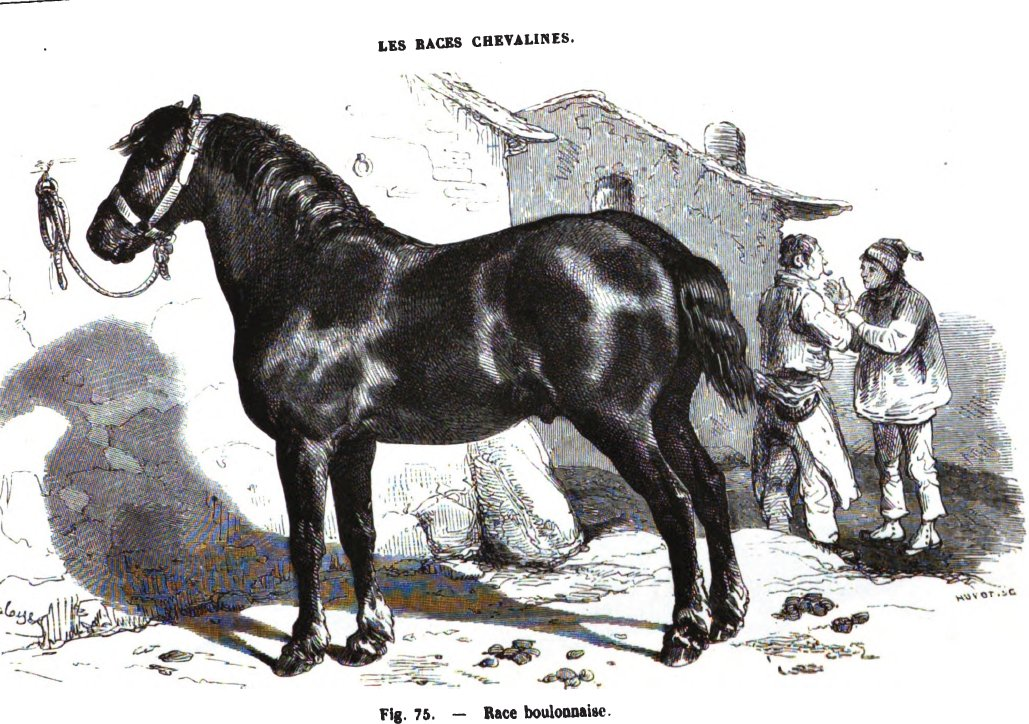
Gravure d'un cheval boulonnais en 1861.

Le Boulonnais devient très populaire en France parmi les chevaux de trait. Jean-Henri Magne y voit les chevaux de trait les plus connus et les plus renommés dans le commerce (1857). D'après Louis Moll et Eugène Gayot (1861) « il n'en est pas de meilleurs ni de plus répandus », et il « occupe le premier rang à raison de sa valeur, à raison surtout de son importance numérique ». Son registre généalogique, ou stud-book, est créé en juin 1886, et placé sous la responsabilité du Syndicat hippique boulonnais (SHB) en 1902.

#### Élevage
« Disons-le franchement, il n'y a rien à apprendre aux agriculteurs qui, de père en fils, se livrent à l'élève du cheval franc-boulonnais ; ce sont eux qui ont conservé, dans des temps de destruction, cette précieuse race aussi pure dans son espèce que peut l'être le cheval de pur sang anglais dans la sienne ; la France leur doit de la reconnaissance […] »

— Vicomte de Puibusque, L'éleveur de poulains et le parfait amateur de chevaux, 1834
Dans les terres bocagères du Boulonnais, l'élevage du cheval était modeste jusqu'au développement des grandes fermes d'élevage au début du XIXe siècle. L'élevage du cheval boulonnais devient le fait de véritables dynasties d'éleveurs, dont quelques-unes perdurent au début du XXIe siècle.

##### Berceau de race

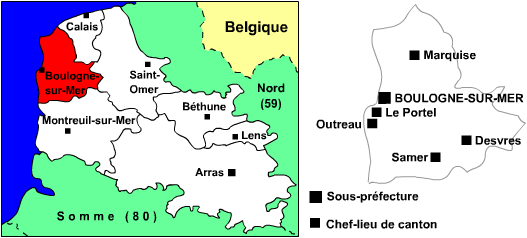
L'arrondissement de Boulogne-sur-Mer, berceau originel de la race.

Le sol du Boulonnais est rude, difficile à cultiver, et offre peu de prairies. Le cœur historique de l'élevage est le bas-Boulonnais, berceau de la race, en particulier à Marquise où le sous-sol argileux et riche en phosphates facilite le développement du squelette et la prise de taille des animaux. Le haut-Boulonnais et l'Artois, faits de plateaux crayeux soumis à des hivers rudes, donnent les modèles plus légers et rapides, les mareyeurs. Le Calaisis, Desvres et Marquise produisent des chevaux d'une plus grande ampleur. La région de Rue, au Sud du Boulonnais, donne des chevaux assez forts pour tracter de lourdes barques de pêche sur les plages,. Ces particularités illustrent bien l'influence du biotope sur l'élevage équin.
Vers 1850, l'élevage de ces chevaux est fréquent dans le Pas-de-Calais, l'Oise, l'Aisne, la Somme et la Haute-Normandie. Le Boulonnais reste la région d'élevage la plus réputée, avec le Vimeu, ainsi que le pays de Caux, où les chevaux sont déplacés en fin d'élevage. Ce cheval est présent tout le long de la côte maritime, depuis Dieppe jusqu'à Dunkerque.

##### Méthodes d'élevage

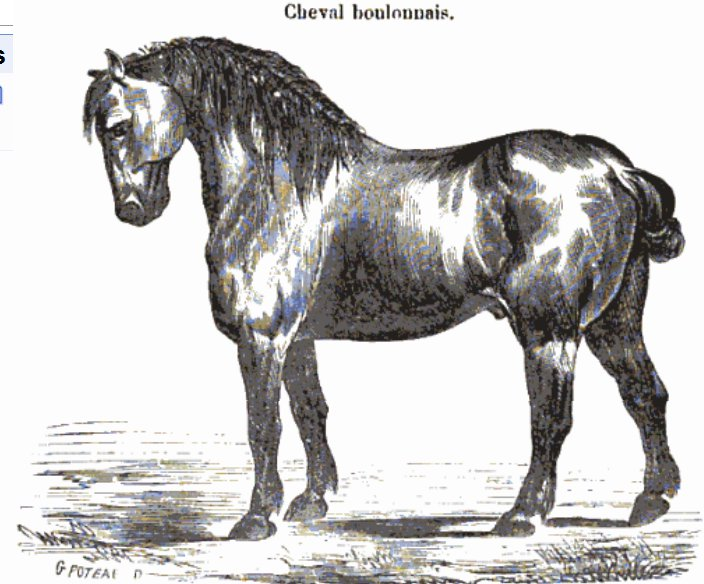
Gravure d'un cheval boulonnais dans le Cours d'hippologie à l'usage des officiers de l'armée, 1863.

Les cultivateurs des arrondissements de Dunkerque, de Saint-Omer, de Boulogne-sur-Mer, de Béthune, de Montreuil, d'Abbeville et de Neufchâtel-Hardelot font naître un grand nombre de poulains qu'ils gardent, pour les habitants des plateaux ou du haut pays, jusqu'à l'âge de six à huit mois afin de les vendre aux éleveurs normands et picards. Les éleveurs des plaines, plus riches en fourrage, conservent leur poulain jusqu'à l'âge de dix-huit mois. Dans les provinces du Boulonnais, ces éleveurs ne conservent que les femelles pour en faire des poulinières, et vendent leurs poulains mâles sur des foires à Desvres, Marquise, Pont de Briques, et dans d'autres bourgs de la région. Les acheteurs viennent surtout de la Normandie et du Vimeu. Le seul canton de Marquise, composé de neuf communes, vend annuellement de 1 200 à 1 300 poulains en 1849.
Le Vimeu, bordé par le littoral de la Manche et la rive méridionale de la Somme, présente de riches pâturages salés où sont élevés les poulains. Ils y restent jusqu'à l'âge où ils peuvent être revendus pour le service des postes, de la diligence et du roulage. Les chevaux sont mis au travail dès deux ans ou deux ans et demi, mais ces poulains ont besoin d'être soignés de bonne heure avec de bons pâturages, du bon foin, et du grain. Les juments poulinières font tous les travaux agricoles, et sont, par conséquent, nourries à l'écurie. Elles sont saillies par l'étalon chaque année dans les mois de décembre, janvier ou février, et mettent bas en plein cœur de l'hiver, assez tôt pour être prêtes à reprendre les travaux de la ferme aux premiers jours du printemps. Pendant la gestation, elles sont bien soignées, mais elles travaillent jusqu'à leur mise bas. On leur accorde alors un mois de repos, pendant lequel elles vivent avec leurs poulains dans de riches prairies artificielles, puis elles reprennent leurs travaux. Le poulain est sevré à 4 mois. Après le sevrage, il est nourri abondamment en avoine.

#### Évolution des effectifs

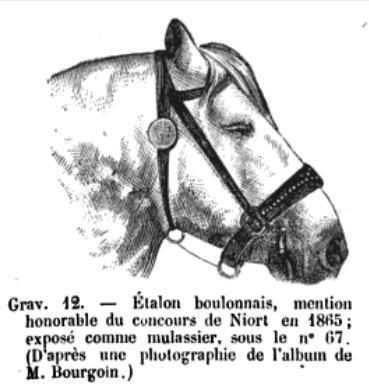
Gravure dans Applications de la zootechnie d'André Sanson, 1867.

Contrairement à une idée répandue, l'arrivée du tracteur n'est pas la seule cause de disparition des chevaux de trait. Vers 1850, l'établissement des voies de chemin de fer met à mal la vieille souche picarde, aux pieds plats et larges, et la fait disparaître du Pas-de-Calais. En 1861, la population totale des chevaux boulonnais est estimée à 350 000 têtes, sans compter les chevaux exportés hors de leur berceau d'origine. Sur 150 000 chevaux recensés en 1863 dans les trois départements du Nord, de la Somme et du Pas-de-Calais, on compte chaque année 12 000 à 15 000 naissances, presque exclusivement des races de trait. Le département du Pas-de-Calais compte, à lui seul, 200 ou 250 étalons boulonnais en activité pour servir 50 000 juments. En 1849, ces chevaux sont achetés environ un millier de francs. Le prix de leur saillie, généralement de cinq francs, descend quelquefois jusqu'à trois sous l'effet de la concurrence. Chaque étalon effectue annuellement de 180 à 200 saillies, quelquefois davantage. Les propriétaires de ces étalons vivent chichement : ils conduisent eux-mêmes leurs chevaux de ferme en ferme, et plusieurs ne peuvent renouveler leurs reproducteurs par manque de fonds. Tous ces étalons ne sont pas autorisés ou approuvés par le stud-book.
La population de chevaux boulonnais est estimée en 1902 à plus de 600 000 individus, pour 6 000 éleveurs.

#### Croisements
Dès les années 1830, est évoquée l'idée de croiser le Boulonnais avec le Pur-sang arabe pour donner des chevaux de cavalerie. Elle est mise en pratique au dépôt d'étalons d'Abbeville, en 1840. L'inspecteur général des haras nationaux Eugène Gayot préconise de croiser des Pur-sang avec la race boulonnaise afin d'améliorer sa vivacité. Ces tentatives sont refusées par les éleveurs, qui voient naître des montures de cuirassiers n'ayant plus rien du cheval de trait, lors des premiers essais de croisement. À la même époque, les possibles croisements entre le Boulonnais et le cheval de trait flamand sont vivement déconseillés par la société d'agriculture, du commerce et des arts de l'arrondissement de Boulogne-sur-Mer.
Le Boulonnais est considéré comme « l'améliorateur des races de trait par excellence ». Il entre dans la formation de l'Anglo-normand. Des croisements avec le Boulonnais sont effectués pour faire évoluer l'Ardennais vers un cheval de traction lourde à la fin du XIXe siècle. Le Trait italien et, durant les années qui suivent la Seconde Guerre mondiale, le Trait du Schleswig, sont eux aussi croisés avec le Boulonnais. Quelques hippologues ont supposé que si le type mareyeur avait survécu, il aurait donné naissance à d'excellents chevaux demi-sang par croisement avec le Pur-sang ou l'Anglo-arabe.

#### Exportations
Le Boulonnais est fréquemment exporté dès la fin du XIXe siècle. Parfois, vers l'âge de quatre ou cinq ans, ce cheval est pris pour un Percheron. Aux États-Unis, il est mélangé à d'autres races de trait sous le nom de « cheval de trait français » (french draft horse). Ces chevaux sont enregistrés par l'Anglo-Norman Horse Association (ou National Norman Horse Association) à partir de 1876, association rebaptisée National French Draft Association en 1885. Elle déclare en 1876 que les races boulonnaise, normande, percheronne et picarde sont les mêmes, et doivent toutes être connues comme des « chevaux normands ».
Elle déclare ensuite que tous les « chevaux normands » sont en fait des « Percheron », indépendamment de leur lignée de sélection individuelle. Le but est de vendre les chevaux de trait de race aux utilisateurs américains à des prix plus élevés. Le Conseil de l'Agriculture de l'Illinois juge que seul un Percheron dont l'ascendance peut être prouvée devrait être enregistré en tant que tel, et que toutes les autres races, dont le Boulonnais, doivent être considérées séparément. Des étalons reproducteurs Boulonnais sont exportés jusqu'en Argentine. Au début du XIXe siècle, les Autrichiens tentent de naturaliser le Boulonnais sur leur territoire, sans succès.

### Déclin et reconversion bouchère

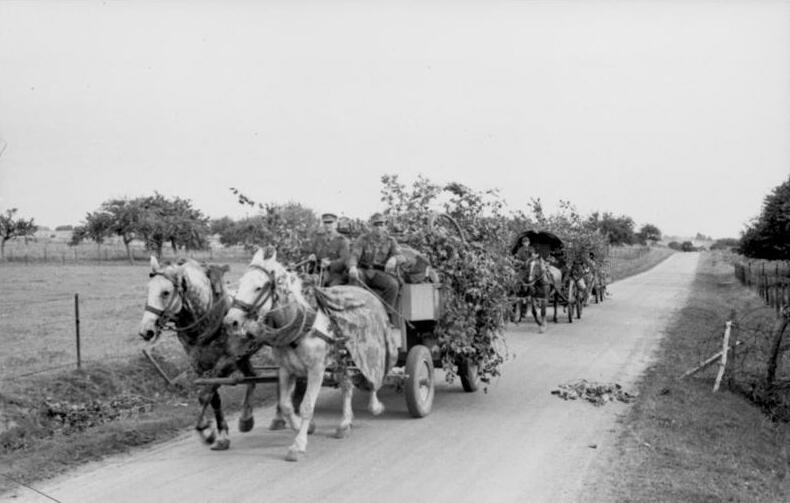
Chariots militaires tractés par des chevaux de trait, et camouflés sous des branches sur les routes du nord de la France, en 1944.

En 1930, le haras national de Compiègne détient 51 étalons boulonnais sur les 121 étalons qu'il héberge, le reste étant surtout composé de Traits du Nord. La modernisation des transports durant l'entre-deux-guerres cantonne le boulonnais aux travaux agricoles.
La Première Guerre mondiale et la seconde sont un désastre pour la race. Les bombardements des ports, les réquisitions et l'occupation allemande lui font subir de lourdes pertes. De nombreux combats se déroulant dans le berceau d'élevage du boulonnais, des troupeaux de poulinières sont décimés. En 1918, une ordonnance départementale interdit l'exportation des animaux afin de reconstituer le cheptel. En pleine débâcle de 1944, la Wehrmacht réquisitionne les chevaux des agriculteurs, si bien qu'à la Libération, en 1945, il ne reste que très peu de chevaux de traction disponibles.

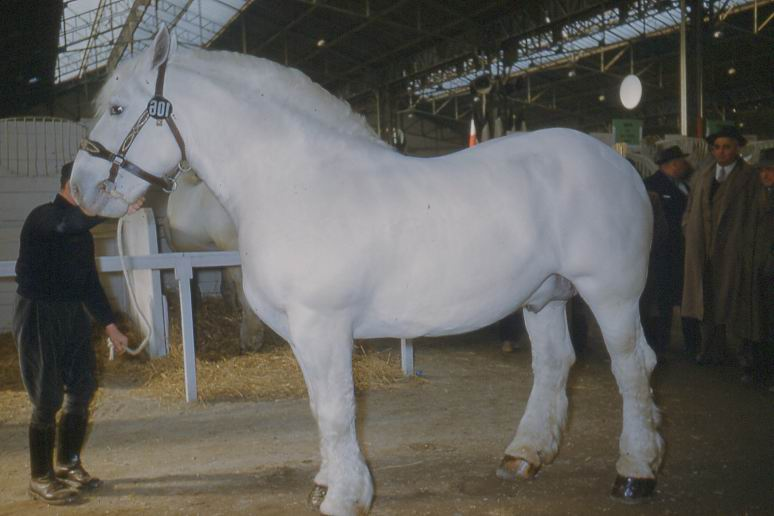
Chevaux boulonnais au Concours Général de l'Agriculture de Paris, Parc des Expositions de la Porte de Versailles, 1960.

Les Boulonnais des années 1950 sont des animaux sveltes aux membres secs, remarquablement musclés grâce à l'héritage des chevaux des diligences et des mareyeurs, ce qui en fait d'excellents auxiliaires agricoles. Réputés pour leur trot soutenu, ils sont utilisés pour des activités qui mettent leurs qualités de routiers en avant, plus efficace au labour de terres sableuses qu'à celui de lourdes terres compactes. Les stigmates de la guerre dans le Nord de la France rendent l'abandon du cheval de trait au profit des machines agricoles plus lent que dans d'autres régions, offrant un sursis d'une dizaine d'années aux races Boulonnais et Trait du Nord. La généralisation du tracteur agricole met la race en péril. Quelques éleveurs sauvegardent le boulonnais jusque dans les années 1970, notamment grâce à l'hippophagie, puisque sa viande est réputée être l'une des meilleures du marché. Au début des années 1970, il ne reste plus qu'un millier de juments, alors que le pays comptait 600 000 animaux au début du siècle.
Les étalons Fréthun (né en 1949), Trésor (né en 1963), Select (né en 1962), Astérix (né en 1966) et Prince (né en 1981) marquent fortement la race en entraînant une certaine consanguinité : Fréthun est l'ancêtre commun de 14 % des chevaux boulonnais actuels. Au début des années 1970, alors que les effectifs de chevaux de trait ont très fortement baissé, Henri Blanc est nommé à la direction des haras nationaux français, organisant la reconversion des neuf races de chevaux de trait en animaux de boucherie. Jusqu'en 1982, il freine les importations de viande et encourage les éleveurs français à engraisser leurs animaux pour les revendre au poids aux abattoirs. L'hippophagie assure une partie de la sauvegarde du Boulonnais en gardant son capital génétique intact, mais en transformant son modèle, autrefois taillé pour le travail, en celui de « bête à viande ». Entre le milieu du XXe siècle et les années 1980, le poids moyen d'un Boulonnais augmente considérablement.

### Plans de sauvegarde
Un plan de sauvegarde est lancé en 1975, car les effectifs du Boulonnais continuent à diminuer jusqu'en 1989. En 1983, environ 1 154 chevaux sont recensés. Dans les années 1980, l'INRA et l'Institut national agronomique effectuent différentes analyses démographiques et génétiques sur les populations de chevaux de trait, toutes menacées de disparition. En 1983, les chercheurs en concluent que le Boulonnais est victime de consanguinité, de dérive génétique, et de la disparition de ses structures de coordination. L'âge avancé de ses éleveurs rend sa situation précaire. Plusieurs stud-books sont ouverts dans d'autres pays européens, afin de prévenir l'extinction de la race. En 1993, il ne reste que quinze étalonniers dans tout le Nord-Pas-de-Calais. L'élevage est souvent une affaire de famille, un fils ou un petit-fils passionné du cheval de trait reprenant l'activité de ses parents ou grands-parents. Celle-ci prend la forme d'une initiation pratique. Un tel élevage est peu rentable : selon l'expression populaire des éleveurs eux-mêmes, « les trois-quarts des éleveurs de trait finissent criblés de dettes ». Le Boulonnais fait partie des races de chevaux dont les éleveurs peuvent bénéficier de la « Prime aux races menacées d'abandon » (PRME), mise en place en 1997, d'un montant de 100 à 150 € en 2004. Le Syndicat Hippique Boulonnais (SHB) distribue des subventions aux éleveurs, afin de les inciter à faire perdurer la race.
Une nouvelle étude génétique est menée en 2008 par l'INRA. Elle considère le Boulonnais comme « en voie de disparition », ainsi que quatre autres races françaises. Elle suggère de le placer en conservation prioritaire du fait de l'originalité de son patrimoine génétique, afin de maintenir au maximum la diversité génétique des effectifs français. L'institut français du cheval et de l'équitation finalise son plan de sauvegarde en 2010, pour une mise en place de 2011 à 2014, par signature entre l’État, la Région et le SHB.
En 2015, le Boulonnais reste l'une des races équines les plus menacées de France, situation aggravée par l'absence de possibilités de croisement avec des races proches. Les éleveurs bénéficient d'aides financières. L'élevage de tels chevaux est redevenu rentable pour le marché de la viande, bien que les débouchés des éleveurs restent limités.

## Types historiques
Le Boulonnais historique a la particularité d'être un cheval travaillant au trot. Plusieurs variétés ont existé : le Mareyeur chargé de tracter les chargements de poisson frais entre les grands ports de pêche (Boulogne-sur-Mer ou Dieppe par exemple) et Paris, le Bourbourien (ou Funes-Ambact), le plus imposant de tous, dans le Nord, le Cauchois en Seine-Maritime, et le Picard ou « trait au trot » en Picardie,, plus tard désigné comme le « Grand boulonnais ». Une lignée réputée vers 1845 est connue sous le nom de « cheval de Ponthieu ». Seules quelques nuances les séparent. 
Toutes ces variétés ont disparu lors de la réduction des effectifs de la race, au XXe siècle.
Vers 1850, le boulonnais est déjà un cheval de grande taille, jusqu'à 1,65 m et au-delà. Les membres sont courts, forts, robustes et nerveux, couverts de crins épais et touffus ; le corps est fortement musclé et raccourci ; l'encolure est épaisse et courte, la crinière touffue tombant de chaque côté ; la tête est grosse, avec les ganaches fortes et le chanfrein presque droit ; l'œil est généralement petit ; le poitrail est large ; le ventre est rond, volumineux ; la croupe large, avalée, est double. La couleur de sa robe est encore extrêmement variée. Ces chevaux sont réputés doux et dociles, d'un tempérament sanguin, remarquables par la puissance de leur système musculaire, résistants aux fatigues, et dotés d'un trot à la fois rapide et léger.

« On voit, par ces caractères, qu'il s'agit ici d'une constitution véritablement athlétique ; et il faut ajouter que le cheval boulonnais ne dément point, pour son compte, l'attribut habituel de l'Hercule antique : il est aussi débonnaire que fort; on le renomme pour sa docilité. Il est, de plus, leste et agile pour un si volumineux personnage. C'est que chez lui le fond est à la hauteur de la forme, et qu'il est doué d'une vigueur et d'une énergie qui se reflètent dans la douceur de son regard résolu. »

— André Sanson, Applications de la zootechnie, 1867

### Mareyeur
Les juments boulonnaises surnommées « les mareyeuses » forment une variété historique de la race, utilisée pour le mareyage (traction de lourds chargements de poisson au trot rapide, à raison d'une allure de 16 à 18 km/h pendant 100 à 120 kilomètres). Elles sont hautement réputées jusqu'au milieu du XIXe siècle, et donnent naissance à l'expression « trot de maquereau », désignant le trot rapide dans le jargon cavalier. La renommée acquise par ces chevaux fait monter leur prix, et détermine divers conseils généraux à voter des fonds pour l'acquisition d'étalons de cette race : de 1825 à 1840, plus de quarante départements se sont procuré des étalons mareyeurs en vue de les croiser avec leurs races locales.

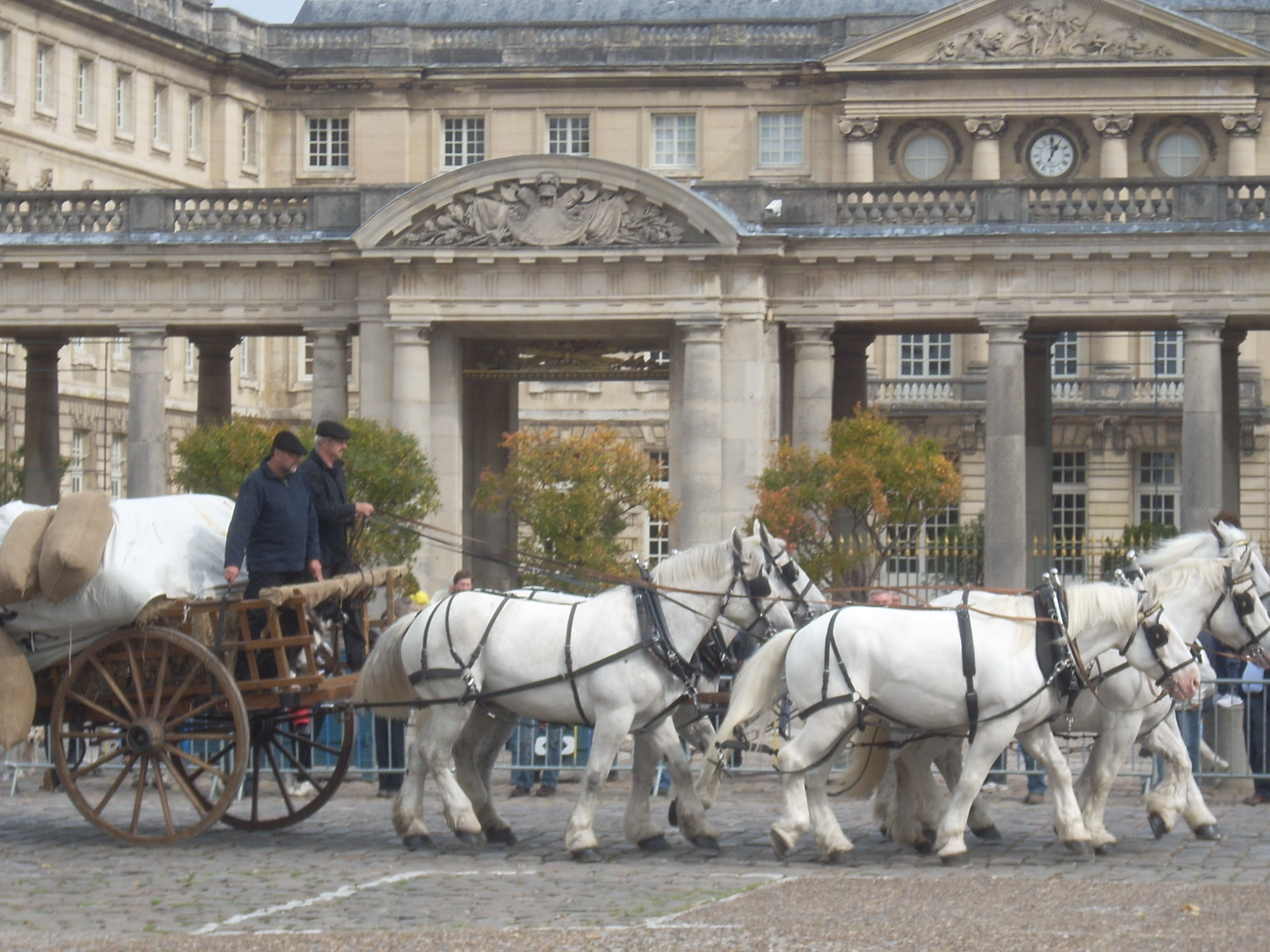
Reconstitution d'un attelage de mareyeurs à Compiègne, pendant le final de la route du Poisson 2012.

### Trait picard
Le trait picard, dont le statut de race est controversé, est décrit comme une variété du Boulonnais, « le cheval le plus volumineux et le plus empâté, celui dont la peau est la plus épaisse et la robe la plus crépue ». Il est nourri avec une grande quantité de foin, dont celui de prairies artificielles. Ses formes sont plus lourdes que celles du Cauchois. André Sanson estime que le trait picard n'est pas une race : dans les années 1860, l'assèchement des marais de la vallée de la Somme fait que le cheval Boulonnais est de plus en plus introduit pour remplacer la race du Flamand, qui avait fait souche dans cette région.

### Bourbourien
Le Bourbourien, également nommé Funes-Ambact, est à l'origine un type de cheval de trait propre au canton de Bourbourg, dans le département du Nord. Probablement issu de croisements entre chevaux Boulonnais et Flamand, de robe grise ou baie, il est plus léger que les Boulonnais classiques, plus haut sur jambes, avec des membres plus fins, néanmoins solides.

### Cauchois
Les chevaux du pays de Caux, beaucoup moins massifs, ont aussi moins de fanons, des extrémités moins fortes, et la tête moins chargée que les Trait picard. Ils sont connus dans le commerce sous le nom de « chevaux du bon pays », tandis que les lourds picards sont nommés « chevaux du mauvais pays ».

## Description

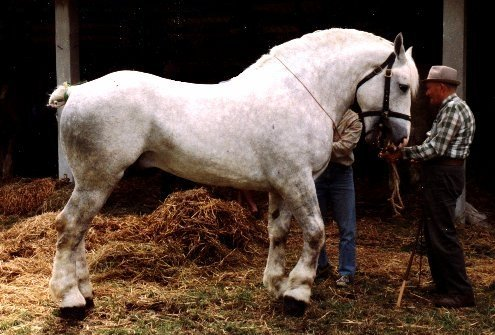
Bambou, étalon de deux ans, à Wimereux en 1999.

Le Boulonnais est surnommé « pur-sang des chevaux de trait » grâce à son allure harmonieuse : il est en effet réputé être « le plus élégant des chevaux lourds », avec sa peau veloutée. Très rare parmi les races de trait, cette élégance lui vaut d'être qualifié de « plus noble cheval de trait d'Europe ». L'apparence fine et délicate de sa peau laissant deviner son réseau veineux superficiel, unique chez un cheval de trait, lui donne l’apparence du « marbre poli »,, d'où le surnom de « colosse en marbre blanc ».
En raison des origines historiques du mareyeur et du grand boulonnais, destinés à des usages différents, la taille et le poids des animaux peuvent fortement varier, de 1,60 à 1,78 m pour 650 à 900 kg, jusqu'à la tonne. Dans l'annuaire des étalons boulonnais de 2011, le plus petit mesure 1,61 m (Sésame 3) et le plus grand 1,85 m (Onix de Tachincourt).
Le Boulonnais atteint sa taille et son poids adultes vers l'âge de cinq ans.

### Standard morphologique
L'impression d'ensemble dégagée par un Boulonnais doit être celle d'un cheval arrondi, harmonieux et élégant.

#### Tête

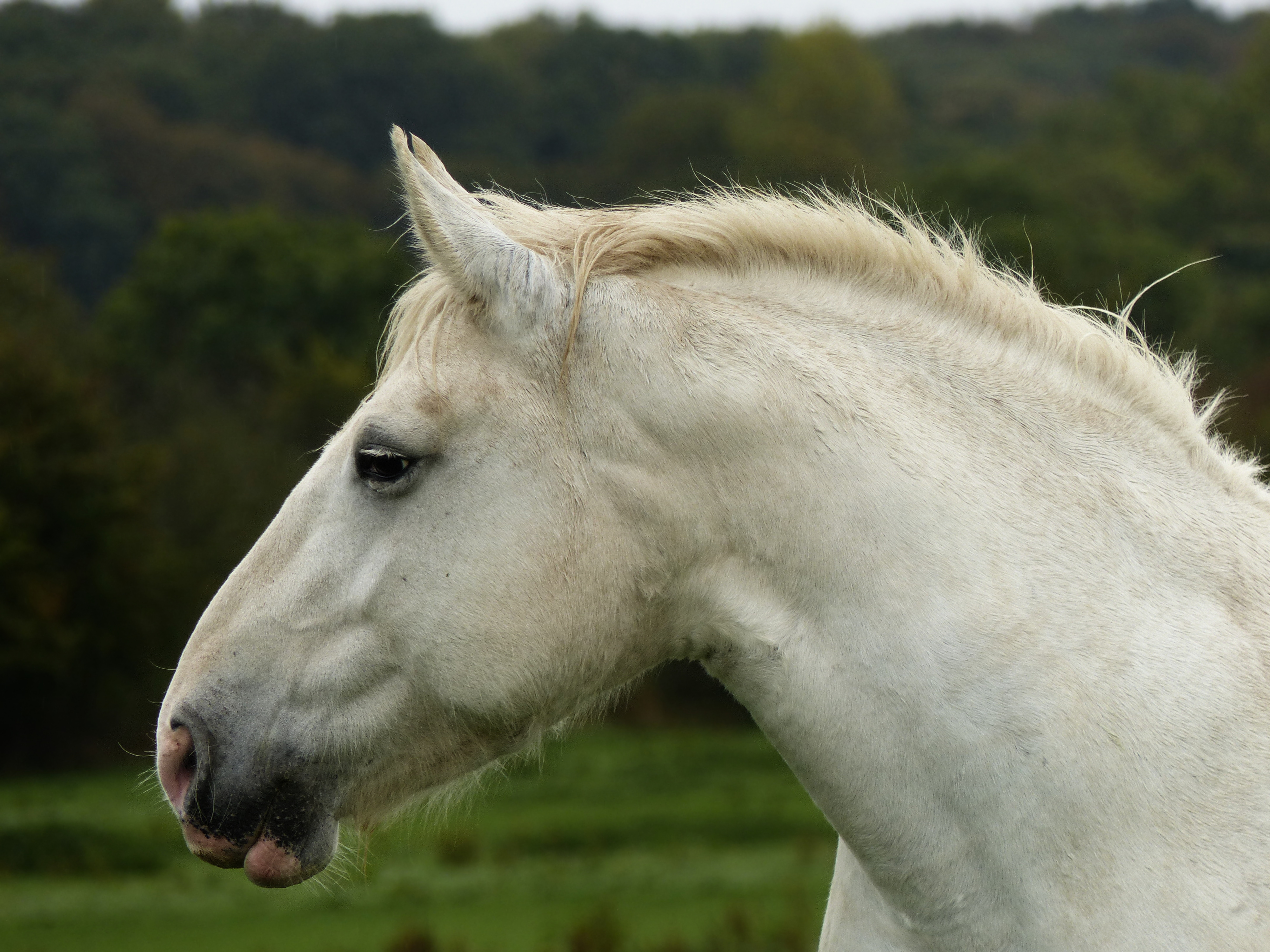
Tête d'une jument boulonnaise, à Samer

La tête du Boulonnais est assez petite, courte et carrée, avec un profil rectiligne, ou camus. Les apophyses sont sèches, les ganaches fortes et arrondies, relevées à angle droit et bien écartées. Le front est large et plat, l'œil vif et humide dans une orbite légèrement proéminente mais peu saillante, la bouche est petite. Les naseaux sont bien ouverts. Les oreilles sont mobiles, et tournées vers l'avant.
Les attaches tête-encolure épaisses et les chanfreins busqués sont sanctionnés.

#### Avant-main
La conformation de l'avant-main du Boulonnais est unique chez les races de trait.
L'encolure est large et épaisse, légèrement rouée (en col de cygne). Les encolures très rouées et épaisses sont autorisées chez les étalons, mais interdites chez les juments. La crinière est généralement double, touffue et de longueur modérée. L'épaule est parfaitement sortie et musclée, longue et oblique, plus inclinée que chez les autres chevaux de trait. Le poitrail est large et ouvert (le cheval « a du coffre »), le garrot sorti,, mais souvent noyé dans les masses musculaires voisines, ce qui peut le faire paraître peu saillant.

#### Corps et arrière-main

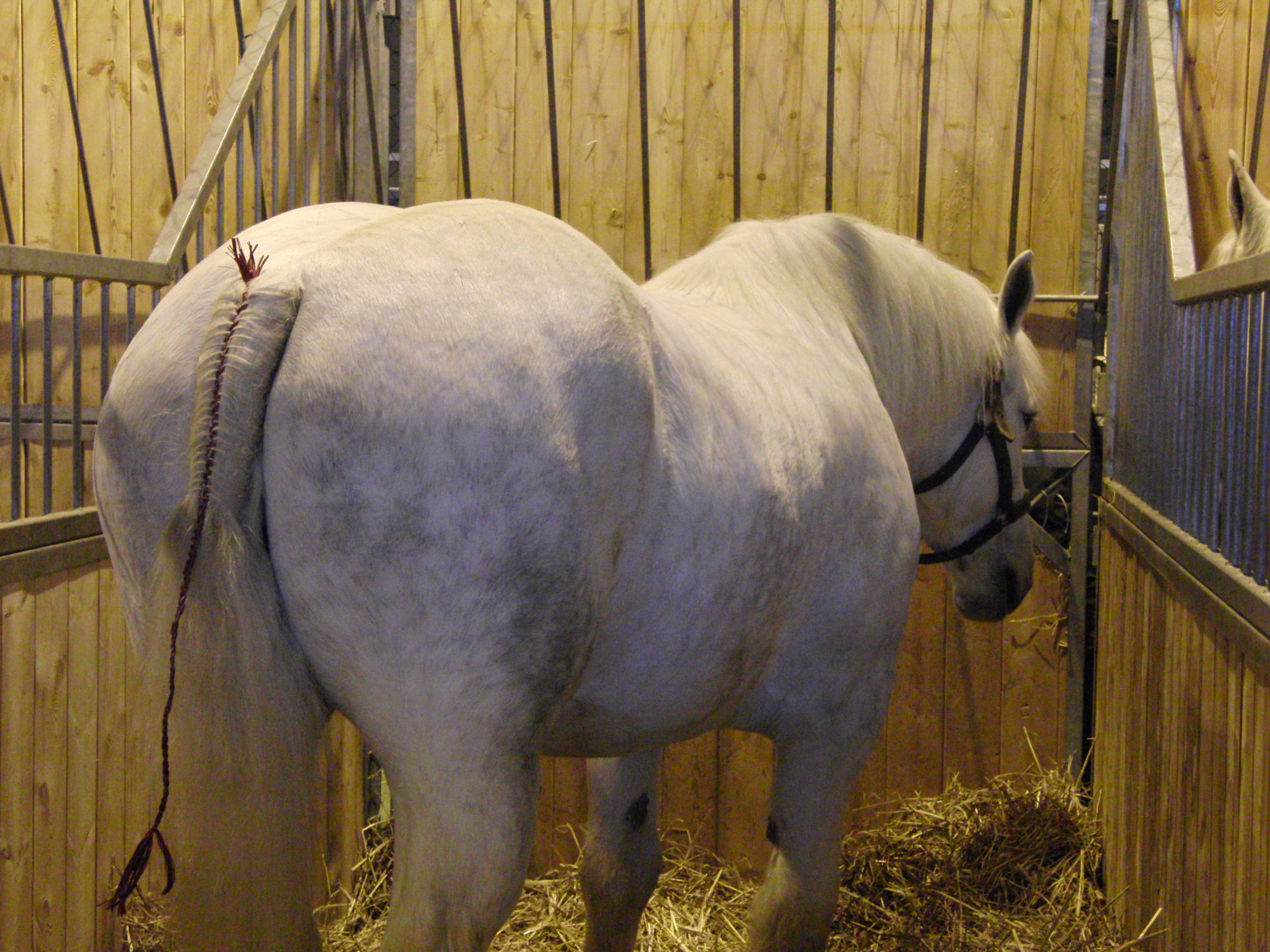
Cheval boulonnais au salon international de l'agriculture de Paris en 2010.

Le dos est large et bien tendu. Un dos trop droit est pénalisé pour l'approbation des animaux car il donne beaucoup de raideur aux allures du cheval. Les flancs sont courts, avec des côtes arrondies. Le ventre ne doit pas avoir un volume excessif, et le passage de sangle est profond.
Les reins sont larges et courts, la croupe longue, musclée, volumineuse et oblique, la queue fournie et attachée plus haut que chez les autres chevaux de trait,,.

#### Membres

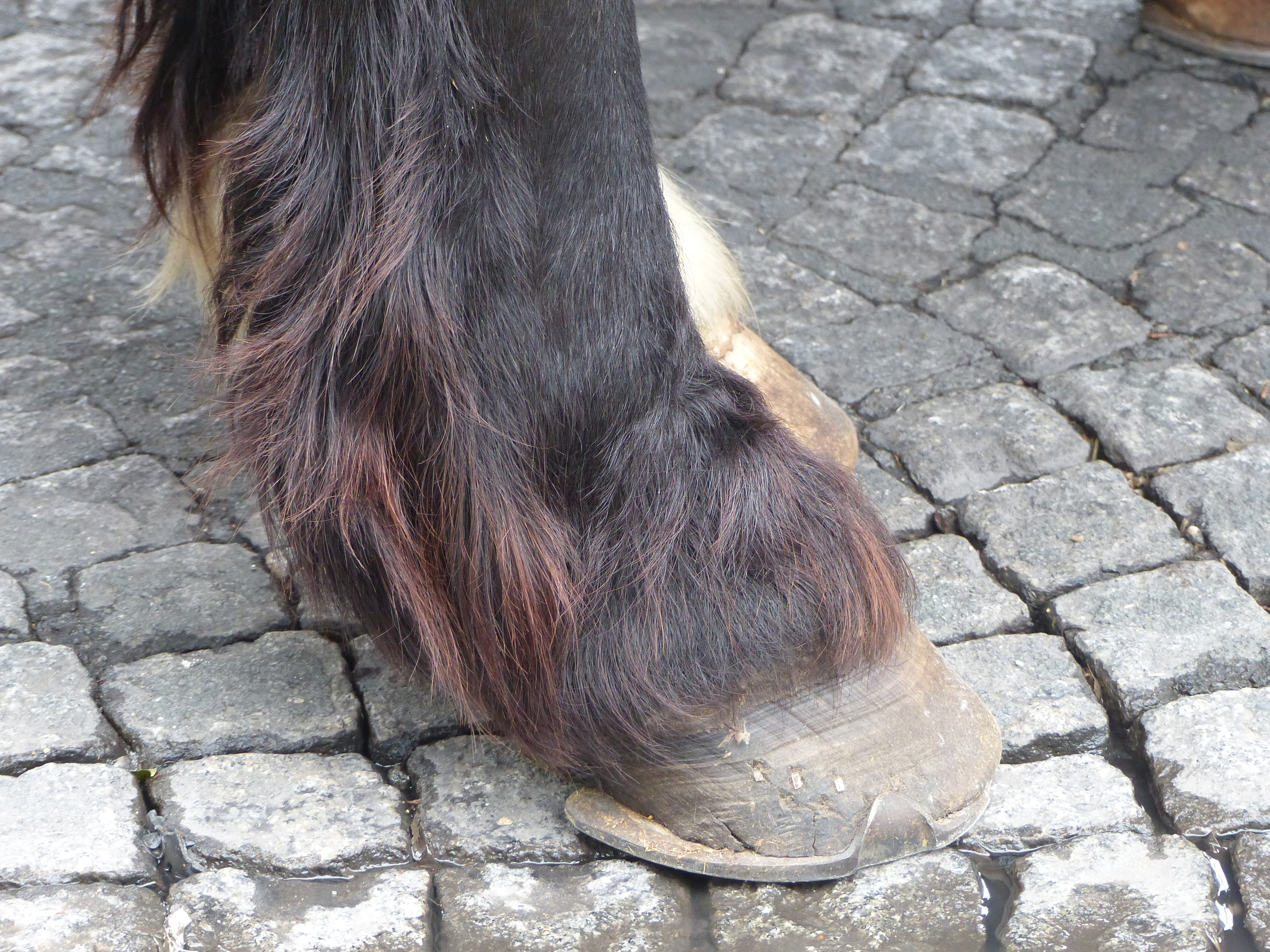
Pied d'un Boulonnais noir ferré, Paris, 2017

Les membres sont forts, bien qu'ils paraissent relativement courts en rapport avec la masse du cheval. Bras et avant-bras sont musclés, ce dernier étant long. Le genou large, bien dessiné, doit faire saillie et ne pas paraître creux vu de profil. Il doit être sec, inscrit dans un carré de face, et ses os carpiens doivent être apparents. Le canon est court, large et net, il ne doit pas être renvoyé. Le boulet est sec et fort, le pied et sa couronne sont larges. Les cuisses sont longues et musclées, les jarrets larges et bien dessinés, sans être droits ni coudés, le jarret légèrement coudé étant préférable au jarret droit.

### Robe

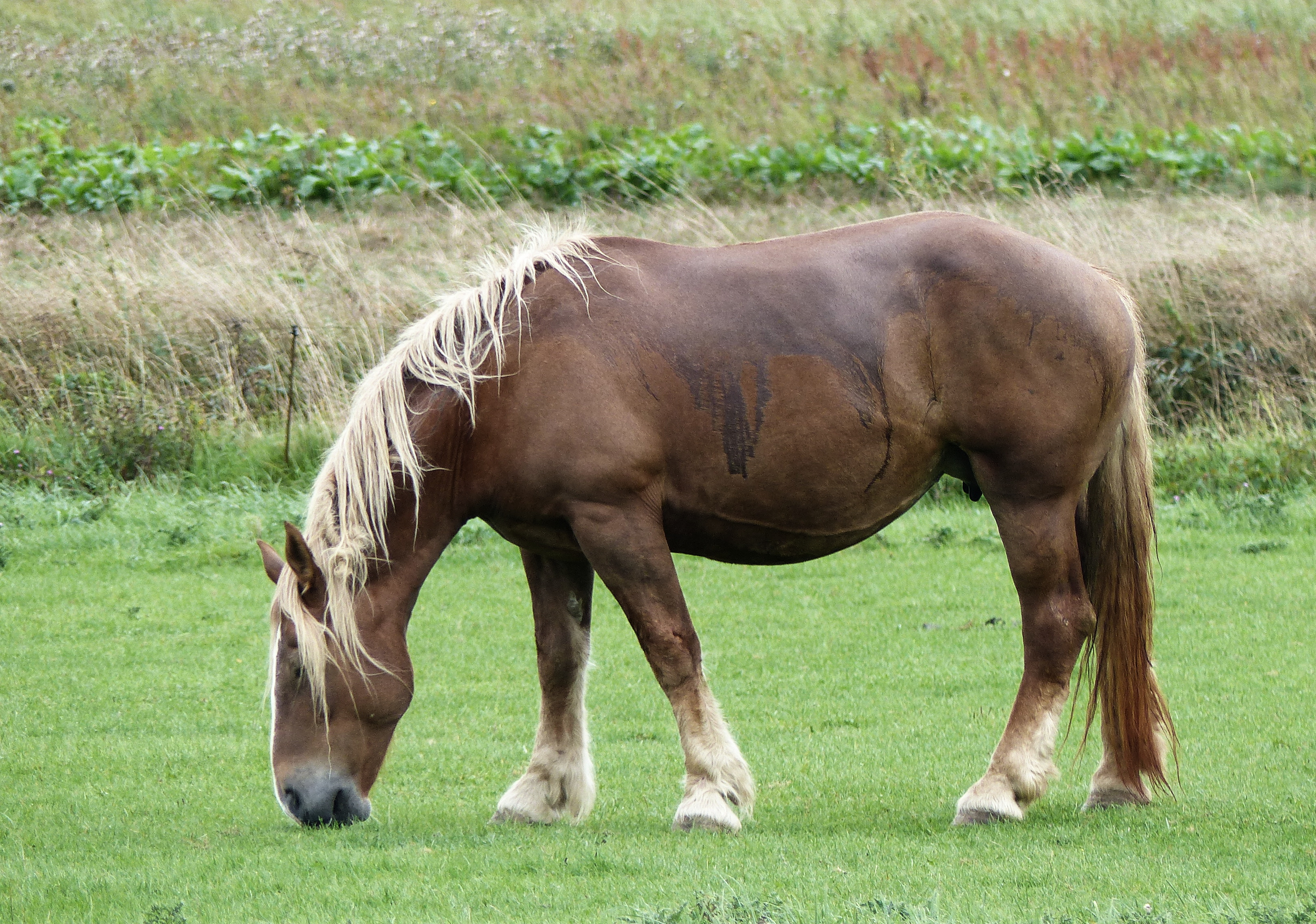
Jument boulonnaise alezan aux crins lavés, à Samer en 2018.

Les robes admises chez le Boulonnais sont l'alezan, le bai, le gris, le noir, le rouan et l'aubère. La robe est soyeuse. L'immense majorité des Boulonnais sont robe grise : une expression populaire boulonnaise dit qu'« il a les couleurs des nuages de la côte ». Les poulains naissent toujours de robe foncée, la majorité évoluant vers le gris. Avec l'âge, ce gris peut tourner au blanc nacré et légèrement bleuté.
Lors d'un premier recensement effectué en 1778 par les haras nationaux, beaucoup de Boulonnais étaient noirs et bai foncé. En 1867, la robe est indifféremment claire ou foncée. La sélection fait qu'à la fin du XIXe siècle, le gris est en majorité, les robes foncées disparaissant. Cette particularité s'explique par le convoyage du poisson la nuit : les chevaux de robes claires sont très appréciés car beaucoup plus visibles. Les robes plus sombres réapparaissent depuis la fin du XXe siècle, car elles ont la préférence de certains éleveurs. Les haras nationaux ont agréé un étalon reproducteur de robe noire en 1994, Ésope, qui est longtemps resté le seul reproducteur Boulonnais de cette couleur en France. 12 % des juments boulonnaises sont alezanes en 2011. Des efforts visent à multiplier la fréquence de cette robe. Cependant, des éleveurs traditionnels continuent (en 2015) à être choqués par la présence de chevaux noirs, et il arrive que ces derniers soient discriminés sur les concours de la race.

### Tempérament et entretien
Le Boulonnais a la particularité d'être vif pour un cheval de trait, et de pouvoir soutenir un trot souple et énergique sur de longues distances. Son ascendance arabe est invoquée comme explication. C'est un cheval calme, fort, résistant, énergique, généreux et doux, doué d'une très grande endurance. Comme la plupart des chevaux de trait, il est rustique et peut vivre à l'extérieur toute l'année.

### Allures et aplombs
Les allures et les aplombs du cheval sont particulièrement observés (à l'arrêt et en mouvement) lors des approbations. Grâce à ses origines de cheval de poste et de cheval mareyeur, le Boulonnais a hérité d'un trot soutenu que les Haras nationaux et le syndicat hippique boulonnais cherchent à mettre en valeur pour offrir à la race des débouchés vers l'attelage. Les chevaux aux membres très cagneux sont interdits.
Les aplombs sont réguliers, et les allures actives et amples. Le pas est recherché souple, avec un engagement des postérieurs (l’empreinte des membres postérieurs sur le sol lorsque le cheval marche doit être en avant de celle des antérieurs). Le trot est recherché actif, avec une poussée correcte des postérieurs, et un bon équilibre.

### Sélection et promotion

Ancien logo du Syndicat Hippique Boulonnais

Le Syndicat Hippique Boulonnais (SHB) a été reconnu comme association nationale de race en 2003, par décret du ministère de l'agriculture. Il est appuyé par l'association pour la promotion du cheval Boulonnais, France Trait, l'institut français du cheval et de l'équitation et l'espace naturel régional pour s'occuper de cette race. Les efforts portent sur la réduction du taux de consanguinité, extrêmement préoccupant, faisant du Boulonnais la race de chevaux de trait la plus menacée de France. La faible rentabilité de l'élevage des chevaux de trait est un autre facteur de disparition.
L'insémination artificielle et le transfert d'embryons sont autorisés pour la reproduction, mais pas le clonage. Ce cheval se reproduit généralement en liberté, sans intervention humaine (exception faite des étalons nationaux). Des contrôles de filiation et un plan de gestion génétique sont mis en place afin de renouveler les lignées.
Les représentants de la race boulonnaise sont généralement marqués au fer rouge sur le côté gauche de l'encolure, cette marque représentant une ancre de marine. L'apposition de cette marque par un représentant du Syndicat hippique du boulonnais est obligatoire pour tous les animaux inscrits au livre A du stud-book.

#### Concours de race

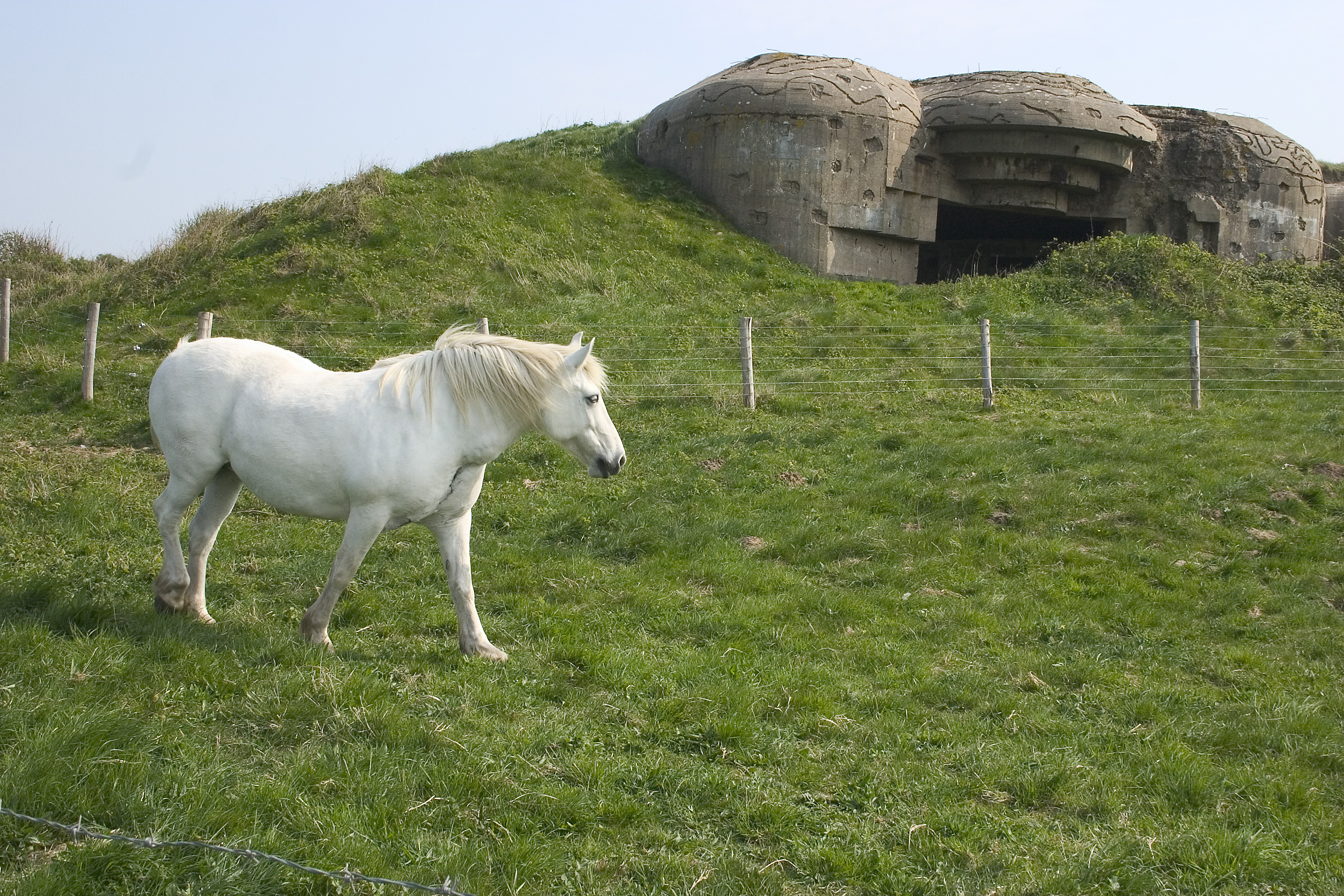
Cheval boulonnais en pâture à Wimereux.

Divers concours locaux et régionaux sont organisés pour assurer la gestion professionnelle et la promotion des animaux, à Hucqueliers, Rue, Saint-Pol-sur-Ternoise, Bernaville, Samer, Bourbourg, Marquise, Desvres, Arnèke, Fruges, Bonningues-lès-Ardres, Thérouanne, Saint-Omer, Genech, Herly, ou encore Houdain. Le concours annuel de la race avait lieu à Wimereux ; il se tient désormais à Samer (2018). Ce cheval est aussi présent chaque année au salon international de l'agriculture de Paris, au salon du cheval de Paris, et au mondial du cheval de trait à Conty.
En 2023, les subventions du ministère de l'agriculture pour l'organisation des concours de race du Boulonnais sont supprimées, ce qui fait peser une incertitude sur leur pérennité.

#### Arabo-boulonnais
Des croisements ont été conseillés entre des juments de race Boulonnais et des étalons Arabe, pour limiter la consanguinité chez la race. En 2010, un stud-book B est ouvert pour enregistrer les animaux issus de ces croisements, nommés « Araboulonnais » ou Arabo-boulonnais. Ces chevaux sont « créés » dans le but d'obtenir un cheval d'attelage vif et racé, et de relancer la race boulonnaise. Si un Araboulonnais est une jument et qu'elle est saillie par un étalon Boulonnais, le poulain reste considéré Araboulonnais. Si l'Araboulonnais de deuxième génération est une femelle et qu'elle est saillie par un étalon Boulonnais, ce poulain de troisième génération, à 75 % d'origines Boulonnais, pourra être éventuellement, après avis de la commission du stud-book, intégré au livre A de la race. Les Araboulonnais de première génération pèsent en principe moins de 600 kg.

## Utilisations

### Utilisations historiques

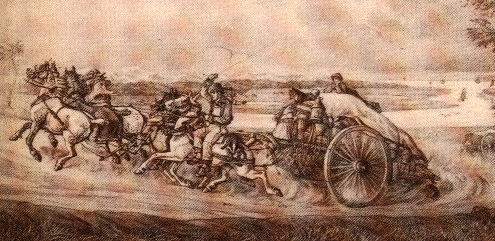
Attelage de chasse-marées picards sur une lithographie conservée à Abbeville.

De toutes les races de trait françaises connues dans les années 1850, le Boulonnais est réputé être la plus massive (beaucoup moins cependant que le Trait hollandais et le Flamand). Il est d'un naturel docile. Son développement précoce lui vaut d'être utilisé, dès l'âge de dix-huit mois, aux travaux d'agriculture. Il n'est en principe jamais monté.

#### Traction lourde
En 1834, le vicomte Louis-Guillaume de Puibusque affirme qu'aucun animal ne peut se comparer, pour la force, au cheval Boulonnais : « seul et sans effort, le cheval boulonnais met en mouvement la charge que quatre gros chevaux de trait allemands ne feraient pas changer de place ». Qualifié de « plus grande et plus précieuse race chevaline de trait en France » par l'auteur américain Matt Anderson, le Boulonnais est utilisé à Paris, vers 1884, pour déplacer des blocs de pierre de construction lourde, des équipages de six à huit chevaux tirant des blocs de plusieurs tonnes. Sa force lui vaut de former, à Paris, la cavalerie des brasseries pour le gros roulage et l'essentiel de la cavalerie parisienne de gros transport au pas. Le Boulonnais se retrouve partout où il y a de pénibles travaux, exigeant des chevaux une grande puissance. Il tracte les charrettes des meuniers, et assure la remontée des flobarts, grosses barques de pêche typiques de la région boulonnaise. Les plus grands modèles de Boulonnais travaillent dans les champs de betteraves, tirent des charrois, et servent aux déplacements en ville. Ils tractent des machines agricoles et sont aussi, mais plus rarement, utilisés comme chevaux de fond dans les mines. Au XXe siècle, le Grand Boulonnais est utilisé par l'armée française à l'attelage. Il est très estimé comme cheval d'artillerie et de train, ; tout particulièrement durant la guerre franco-allemande de 1870.

#### Mareyage
Le mareyage est l'activité historique liée au cheval boulonnais dit « mareyeur ». Elle consiste à amener le poisson frais depuis les côtes (des régions de Boulogne-sur-Mer ou de Dieppe par exemple) jusqu'aux grandes villes. Les chevaux sont attelés à des voitures à deux roues, et menés par les chasse-marées. Ils transportent le poisson frais en moins de 24 heures dans de grands paniers protégés par des algues, à pleine charge. Dès la mi-avril, il fait déjà trop chaud pour livrer les poissons de Boulogne-sur-Mer aux Halles de Paris, même pour ces chevaux puissants.
Le chargement est appelé « ballon », et peut atteindre un poids de 4 tonnes. Un attelage de quatre chevaux tire jusqu'à 3,5 tonnes. Le chasse-marée relaie ses chevaux, mais ces relais sont souvent doublés en cas de retard. La distance à franchir va de 100 à 120 kilomètres en une journée. Les mareyeurs assurent, depuis le XVIIe siècle, le transport du poisson entre les ports de pêche et les étals des poissonniers. Il faut de solides chevaux capables de parcourir rapidement de longues distances sans fatigue. L'activité des chasse-marées prend fin entre Boulogne et Paris avec l'arrivée du chemin de fer en 1848. La marque au fer rouge en forme d'ancre marine, apposée sur le côté gauche de l'encolure des chevaux boulonnais, est un souvenir de cette ancienne activité.
La course d'attelage nommée « Route du Poisson » remet cette utilisation traditionnelle des chevaux de trait à l'honneur.

### Utilisations actuelles

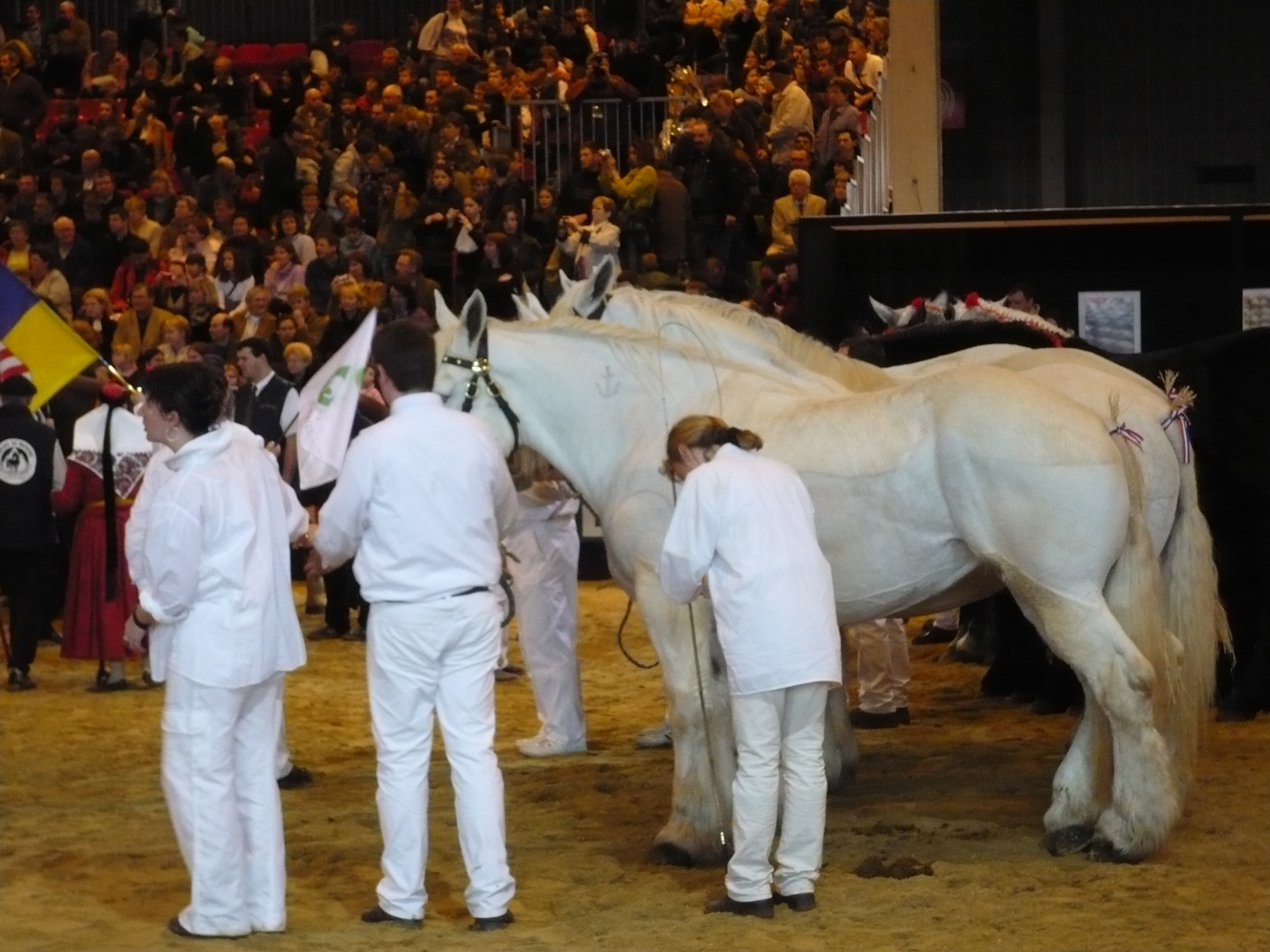
Chevaux boulonnais dans le rond de présentation au salon international de l'agriculture de 2008.

Le principal débouché de la race est la production de viande,. Devenu cheval de boucherie depuis la fin de son utilisation au travail, le Boulonnais a toutefois fait l'objet d'une sélection vers l'attelage, le sport, les loisirs et l'activité agricole, depuis les années 1990. En 2007, environ 95 % des juments servent à la reproduction ou aux loisirs, et 95 % des mâles sont tués pour leur viande.
Le Boulonnais peut aussi être monté, car il ne pèse pas sur la main, tout en offrant une bonne bouche et de l'équilibre. Une brigade équestre remontée en Boulonnais a été créée à Boulogne-sur-Mer. Le théâtre équestre Zingaro utilise un Boulonnais dans son spectacle Ex Anima.

#### Boucherie
Le destin final du cheval Boulonnais, surtout des mâles, est le plus souvent la boucherie : sur la génération de 1990, 98 % des poulains mâles sont vendus aux abattoirs, et 2 % sont conservés jusqu'à l'âge de deux ans pour les concours régionaux, l'attelage, ou pour devenir des étalons reproducteurs. 32 % des femelles deviennent des poulinières, 36 % vont à l'attelage et les 32 % restantes à l'abattoir. En 2010, 60 % du total des chevaux boulonnais est destiné à la boucherie, et 80 % de ces chevaux à viande sont exportés (surtout en Italie) en vue d'être engraissés avant l'abattage. Ce secteur est en crise, en raison de la chute des cours, des controverses et des importations de viande à bas prix. Philippe Blondel, ancien étalonnier et président du Syndicat Hippique Boulonnais, a créé en 1994 un label « Poulains du Nord », afin de valoriser la viande de ce cheval et de lutter contre des importations sans traçabilité, au bilan carbone important. Après un regain à la suite de la crise de la vache folle, la consommation de viande de cheval a fortement baissé, bien que le Nord-Pas-de-Calais reste historiquement la région la plus hippophage de France. La plupart des éleveurs estiment que le maintien de cette production bouchère est indispensable à la survie de la race.

#### Attelage

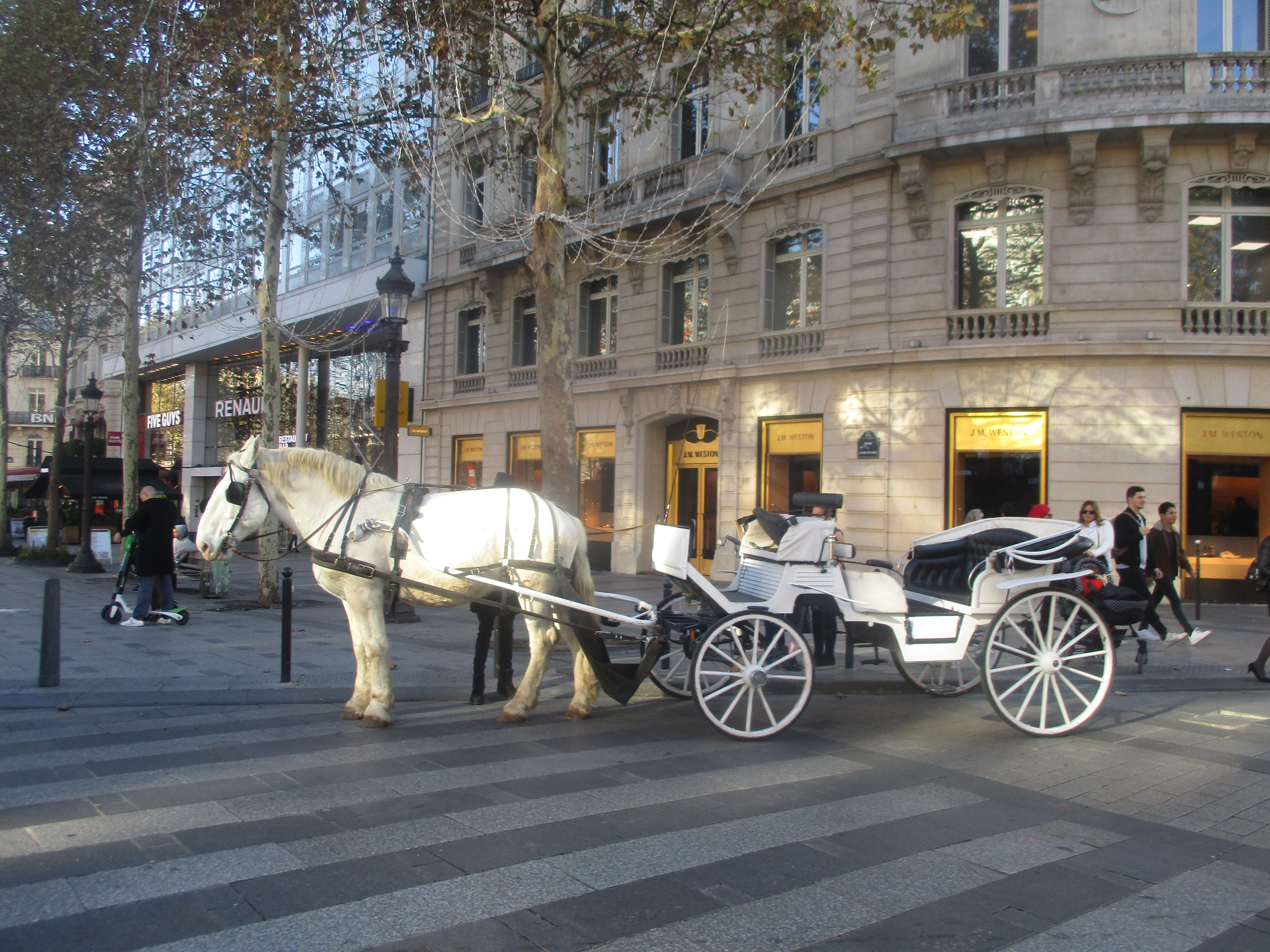
Jument boulonnaise attelée à un fiacre dans l'Avenue des Champs-Élysées, à Paris.

Le Boulonnais est très apprécié pour l'attelage, en raison de ses allures, de ses caractéristiques et de sa robe,. Il fait un excellent cheval de traction grâce à son poitrail large ; également utilisé par des débardeurs,. Son endurance le rend particulièrement résistant au travail. Il est employé pour des promenades en calèche. L'attelage de compétition est évoqué comme débouché d'avenir pour la race. Le Boulonnais est employé dans l'entretien des plages, des vignes, et le tourisme villageois.
Depuis 1991, une course d'attelage d'endurance de 24 heures est organisée mi-septembre entre Boulogne-sur-Mer et Paris : la Route du Poisson. L'équipe boulonnaise l'a remportée en 1991, 2001 et 2003. Gérard Jégou, champion de France 2001 de labour équin et deux fois vainqueur de la route du Poisson avec ses Boulonnais venus de son domaine à Bulles, dans le Beauvaisis, met en avant son élevage de chevaux « puissants, mais sveltes et vifs » tels que ses parents en possédaient comme clé de son succès, mais aussi la conduite au cordeau (avec une guide dans les mains et non deux comme sur les attelages traditionnels). Dans la zone industrielle de Compiègne, une commerçante entreprend depuis début 2012 de livrer ses clients grâce à un attelage tracté par une jument boulonnaise.

## Diffusion de l'élevage

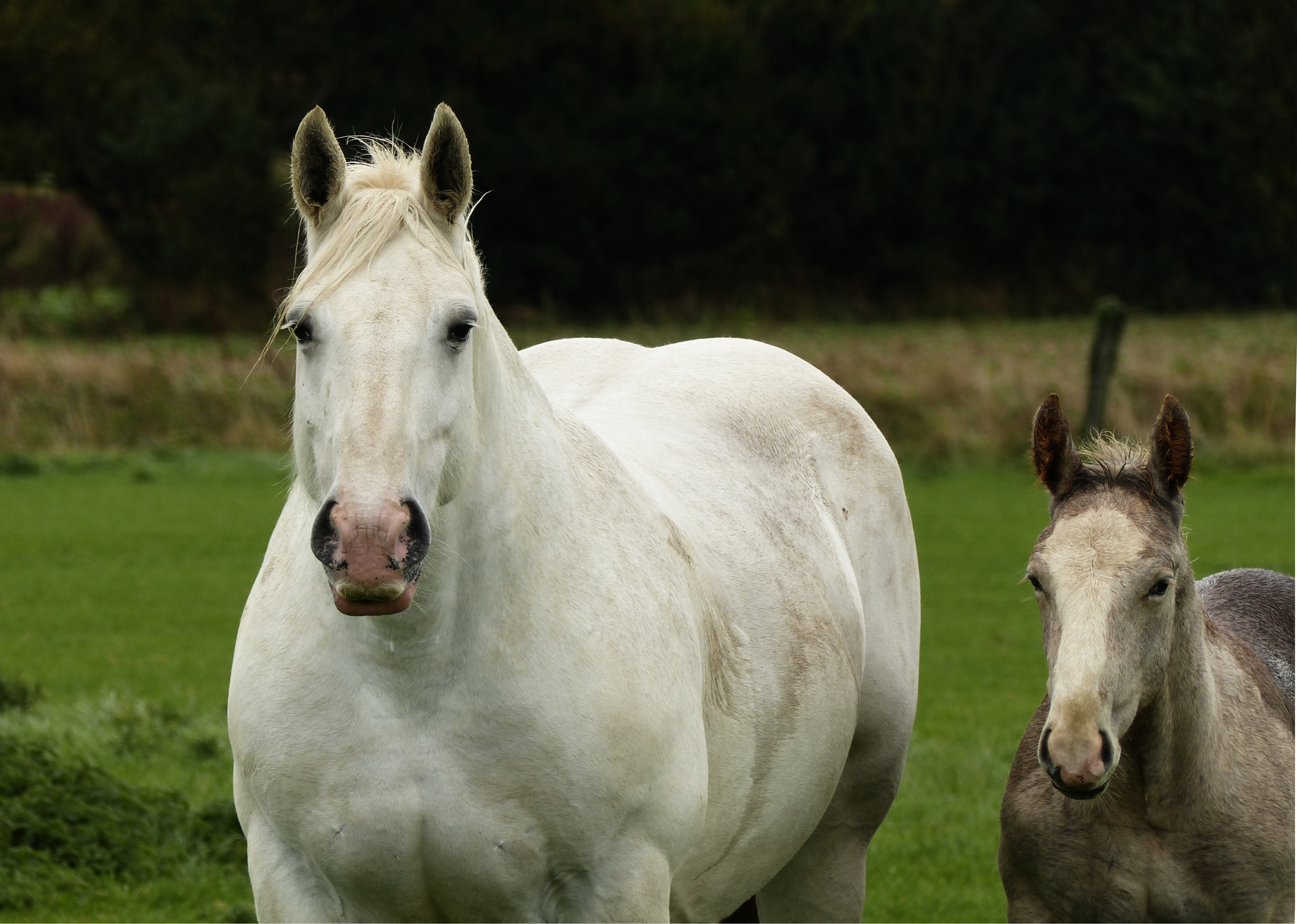
Jument boulonnaise et son poulain de l'année à Samer, en septembre 2018.

La base de données DAD-IS considère le Boulonnais comme une race de chevaux locale native du nord de la Picardie, en France, et menacée de disparition. Par ailleurs, l'ouvrage Equine Science (4e édition de 2012) le classe parmi les races de chevaux de trait peu connues au niveau international. L'étude menée par l'Université d'Uppsala, publiée en août 2010 pour la FAO, le signale comme race de chevaux locale européenne et transfrontière, en danger d'extinction. L'évaluation de la FAO publiée en 2007 classe le Boulonnais en « D », soit endangered (« en danger »).

### En France
En 2011, 95 % des chevaux Boulonnais se trouvent dans les régions Nord-Pas-de-Calais et Picardie (formant désormais la nouvelle région des Hauts-de-France). Les trois-quarts des effectifs (en 2007) sont dans le seul Pas-de-Calais, et la plus grande concentration d'éleveurs dans le haut-Boulonnais. Le Boulonnais sort peu de son aire d'élevage originelle, l'Artois, la Flandre française, la Picardie et l'ex Haute-Normandie. L'aire d'élevage tend à se déplacer : la fosse boulonnaise, entre Marquise et Desvres, laisse sa place au haut pays d'Artois, aux collines guinoises et au pays de Licques. Le Vimeu et le pays de Caux possèdent encore quelques élevages. Un faible nombre de Boulonnais stationnent dans la moitié sud de la France. La division historique entre régions de naisseurs et régions d'élevage perdure.
En 2008, ses faibles effectifs font du Boulonnais une race en conservation génétique. En 2002, la population française est estimée à 1 500 juments, et une soixantaine d'étalons. En 2017, 36 étalons étaient en activité, et 306 juments ont été mises à la reproduction. D'après DAD-IS, en 2014, les effectifs français de la race sont de 583 individus, avec tendance à la baisse. À Hucqueliers, le nombre de poulains présentés annuellement a baissé de 60 % entre 2000 et 2018. En 2023, le Boulonnais reste considéré par l'INRAE comme une race chevaline française menacée d'extinction.
Une maison du cheval Boulonnais est en travaux depuis 2015 à la ferme de la Suze à Samer, dans l'objectif de créer un pôle de sauvegarde pour la race,. Comptant un centre de documentation et de recherches, ainsi qu'un centre de reproduction, elle devait ouvrir début 2019, mais les travaux restaient en cours durant l'été 2019.

### Exportations

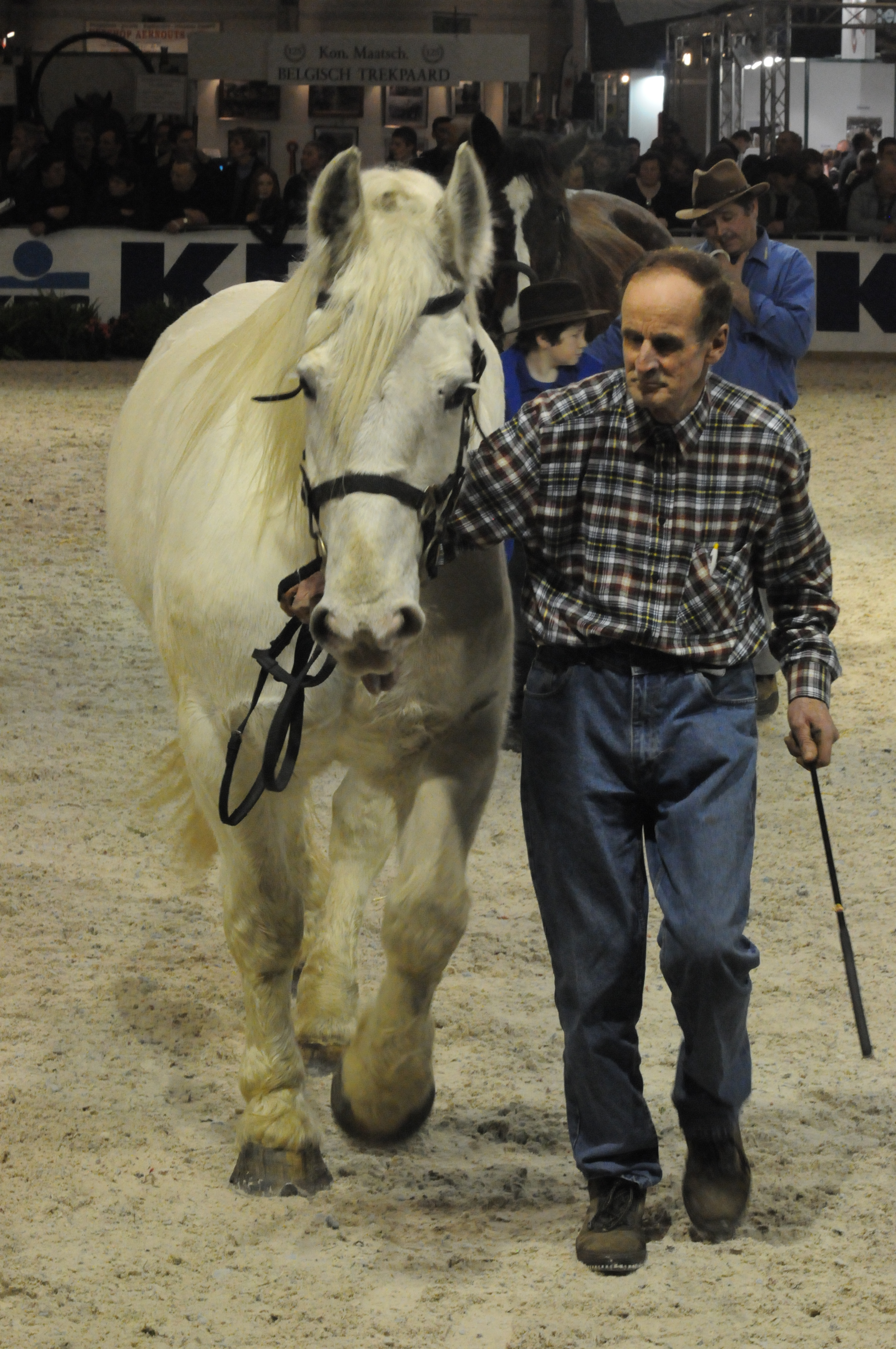
Présentation d'un Boulonnais à la foire Agriflanders de 2011, à Sint-Denijs-Westrem.

Lorsqu'un Boulonnais sort des frontières de l'Europe, il peut être pris à tort pour un Percheron. En 1999, quinze poulains sont exportés au Brésil, et un étalon en Argentine. Au début du XXIe siècle, une dizaine de chevaux Boulonnais sont exportés chaque année, principalement au Brésil et en Belgique pour l'élevage, et en Allemagne pour le débardage. Les Pays-Bas, la Suisse, le Luxembourg et les Amériques comptent des Boulonnais, destinés aux loisirs montés et attelés dans ce dernier cas. Depuis 2006, une vingtaine de Boulonnais (dont deux étalons agréés : Pequo et Nicias) ont été exportés vers le Danemark dans le but de créer un berceau d'élevage allochtone dans ce pays.